# Chaetodipus intermedius
Chaetodipus intermedius és una espècie de mamífer rosegador de la família dels heteròmids. Viu a Mèxic (Chihuahua i Sonora) i els Estats Units (Arizona, Nou Mèxic, Texas i Utah). Els seus hàbitats naturals són els herbassars i deserts de plana, on prefereix les zones rocoses als sòls sorrencs. És una espècie en risc mínim, és a dir, no sembla que hi hagi cap amenaça significativa per a la seva supervivència.